# Proprioseiopsis neotropicus
Proprioseiopsis neotropicus är en spindeldjursart som först beskrevs av Ehara 1966.  Proprioseiopsis neotropicus ingår i släktet Proprioseiopsis och familjen Phytoseiidae. Inga underarter finns listade i Catalogue of Life.